# 致命闪玩
《致命闪玩》（英語：Deadly Flash Play），2013年中国大陆剧情片，导演咸旭初，主演张馨予、方力申、郭涛、徐冬冬。

## 剧情
该片讲述失恋男子和逃婚女子寻找真爱的故事。

## 演出
| 演员   | 角色 | 备注     |
| 张馨予 | 晓青 |          |
| 方力申 | 阿德 |          |
| 李威   | 大飞 |          |
| 洪天明 | 橡皮 |          |
| 邹少官 | 斧头 |          |
| 曹云金 |      |          |
| 游本昌 |      | 绅士     |
| 徐冬冬 |      | 酒吧美女 |
| 郭涛   |      | 警察     |
| 杨恭如 |      | 医生     |

## 制作
方力申在河北省石家庄市宣传该片时，说片中女角色太性感，自己不住。
该片里，李威的造型仿佛美国男演员强尼·德普。
该片挑战大尺度床戏。该片是张馨予第一次拍床戏。其中过分激情的“强暴戏”则被删除。